# Републикански път III-8004
Републикански път IIІ-8004 е третокласен път, част от Републиканската пътна мрежа на България, преминаващ изцяло по територията на Пазарджишка област. Дължината му е 12,7 km.
Пътят се отклонява надясно при 199,3 km на Републикански път I-8 южно от село Мало Конаре и се насочва на юг през западната част на Горнотракийската низина. Минава през село Огняново, пресича река Марица, преодолява източната част на Бесапарските ридове, слиза в долината на Стара река (десен приток на Марица) и в центъра на село Исперихово се свързва с Републикански път III-375 при неговия 12,3 km.
| Пътища, отклоняващи се надясно (населено място, № на пътя, посока на пътя) | km   | Пътища, отклоняващи се наляво (посока на пътя, № на пътя, населено място) |
| -------------------------------------------------------------------------- | ---- | ------------------------------------------------------------------------- |
| Община Пазарджик, I-8, 199,3 km →                                          | 0,0  | → 199,3 km, I-8, Община Пазарджик                                         |
| (за гр. Пазарджик) общински път, с. Огняново ←                             | 4,3  | → с. Огняново, общински път (за с. Хаджиево)                              |
| (за гр. Пазарджик) общински път ←                                          | 6    | → общински път (за с. Триводици)                                          |
| Община Брацигово                                                           | 9,3  | Община Брацигово                                                          |
| (от гр. Пещера) III-375, 12,3 km, с. Исперихово →                          | 12,7 | → с. Исперихово, 12,3 km, III-375 (до гр. Пловдив)                        |